# Johnny and Mary
Pour les articles homonymes, voir Johnny et Mary.
Singles de Robert Palmer
Can We Still Be Friends
(1979) Looking for Clues
(1980)
Clip vidéo
[vidéo] « Robert Palmer - Johnny and Mary », sur YouTube
[vidéo] « Bryan Ferry & Todd Terje - Johnny & Mary », sur YouTube
Johnny and Mary est une chanson new wave de l'auteur-compositeur-interprète britannique Robert Palmer, enregistrée en single chez Island Records, extraite de son album Clues de 1980,, un des principaux succès internationaux de sa carrière.

## Histoire

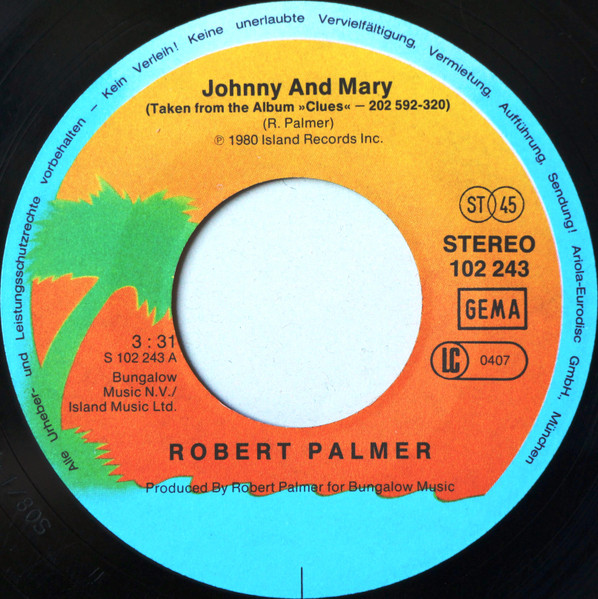

Robert Palmer écrit et compose ce tube rythmé, hypnotique et mélancolique sur un tempo répétitif de 115 battements par minute de boite à rythmes, d'échantillonneur et de synthétiseur de new wave en vogue des années 1980, et sur le thème de l'histoire d'amour de Johnny, coureur qui navigue entre ses sentiments incertains, ses difficultés d'engagement, et ses aspirations individuelles, et de Mary qui le soutient et ne sait jamais quoi penser.
Robert Palmer rencontre alors Marie Léonor à Paris, avec qui il reprend ce titre en duo en français pour son album Haute Tension de 1980.
Douzième single de l'artiste et premier extrait de son sixième album Clues, sorti la même année, Johnny and Mary rencontre un accueil modéré du public au Royaume-Uni et n'est pas classé au Billboard Hot 100 aux États-Unis. Toutefois, c'est en Europe que la chanson marche le mieux dans les charts, atteignant le top 10 de certains pays, dont la France, où le single rencontre un énorme succès commercial en termes de ventes, tube de l'été, certifié disque d'or, repris avec succès par la suite à titre de musique publicitaire télévisuelle Renault.
Johnny and Mary se classe seulement à la 44e place des charts britanniques et parvient à se classer à la 18e place du classement Billboard's Club Play Singles aux États-Unis. Il rencontre un succès dans plusieurs pays comme la France, où le single se vend à 459 000 exemplaires et est certifié disque d'or. L'album se vend à près de 300 000 exemplaires, certifié disque d'or.
Il atteint jusqu'à la cinquième place des charts en Suisse, la dixième en Autriche et au Canada et la douzième en Nouvelle-Zélande.

## Reprises et adaptations
Ce titre est repris par quelques interprètes, dont : 
- 1980 : Marie Léonor, album Haute Tension (Philips – 6313 110)[10],[11].
- 1982 : Tina Turner, bande originale du film Amours de vacances, et compilation The Collected Recordings – Sixties to Nineties (1994)
- 1994 : The Notwist (groupe allemand d'indietronica)[12].
- 1996 : Status Quo, album Don't Stop (album de Status Quo)
- 2000 : Placebo (groupe de rock alternatif)[13].
- 2014 : Bryan Ferry et Todd Terje (compositeur norvégien de musique électronique)[14].
- 2023 : Salvatore Adamo, album In French Please!

## Cinéma et télévision
- 1982 : Amours de vacances, de Randal Kleiser, interprétée par Tina Turner.
- Années 1980 et 1990 : musique publicitaire d'une importante campagne publicitaire « Renault, des voitures à vivre »[15] Les premières publicités incluent la version originale de Palmer, tandis que toute une gamme d'enregistrements spéciaux dans des styles différents est produite dans les années 1990, dont une interprétation acoustique de Martin Taylor. Il enregistre des versions alternatives pour Renault, la dernière étant en 1998 pour le lancement de la toute nouvelle Renault Clio.[réf. nécessaire][16]

## Classements et certifications
| Classement (1980-1981)                     | Meilleure position |
| ------------------------------------------ | ------------------ |
| Autriche (Ö3 Austria Top 40)               | 10                 |
| Belgique (Flandre Ultratop 50 Singles)     | 8                  |
| Belgique (VRT Top 30 Flanders)             | 6                  |
| Canada (Canadian Singles Chart)            | 10                 |
| France (SNEP)                              | 2                  |
| Nouvelle-Zélande (RMNZ)                    | 12                 |
| Pays-Bas (Nederlandse Top 40)              | 21                 |
| Pays-Bas (Single Top 100)                  | 27                 |
| Royaume-Uni (UK Singles Chart)             | 44                 |
| Suède (Sverigetopplistan)                  | 11                 |
| Suisse (Schweizer Hitparade)               | 5                  |
| Afrique du Sud (Springbok Radio)           | 5                  |
| Espagne (AFYVE)                            | 1                  |
| Italie (FIMI)                              | 5                  |
| Allemagne (Media Control AG)               | 7                  |
| Australie (Kent Music Report)              | 20                 |
| États-Unis (Billboard Hot Dance Club Play) | 18                 |

| Classement (1980)              | Meilleure position |
| ------------------------------ | ------------------ |
| Belgique (Flandre Ultratop 50) | 80                 |
| France (SNEP)                  | 24                 |

| Classement (1981) | Meilleure position |
| ----------------- | ------------------ |
| Italie (FIMI)     | 15                 |

| Pays          | Certification | Année | Ventes  |
| ------------- | ------------- | ----- | ------- |
| France (SNEP) | Or            | 1980  | 459 000 |